# ملعب بوسان أسياد
ملعب بوسان أسياد (هانغل: 부산아시아드주경기장) أو ملعب أسياد الرئيسي هو ملعب متعدد الاستخدام في بوسان، كوريا الجنوبية. تم بناء الملعب لاستضافة دورة الألعاب الآسيوية 2002 وقد اقيم على الملعب عدة مباريات في كأس العالم لكرة القدم 2002. يسع الملعب لجلوس 53,864 شخص. استضاف ملعب بوسان أيضاً الحفلين الافتتاحي والختامي من الألعاب الآسيوية 2002 حيث اقيمت رياضات ألعاب القوى عليه.
يعتبر الملعب الرئيسي لنادي بوسان أي بارك في الدوري الكوري الجنوبي (كي ليغ).

## بطولة كأس العالم لكرة القدم 2002
المباريات التي أقيمت على الملعب خلال كأس العالم 2002 هي:
| تاریخ        | فريق 1         | نتیجة | فريق 2       | المجموعة         |
| ------------ | -------------- | ----- | ------------ | ---------------- |
| 2 يونيو 2002 | باراغواي       | 2-2   | جنوب إفريقيا | المجموعة الثانية |
| 4 يونيو 2002 | كوريا الجنوبية | 0-2   | بولندا       | المجموعة الرابعة |
| 6 يونيو 2002 | فرنسا          | 0-0   | الأوروغواي   | المجموعة الأولى  |

## وصلات خارجية
- الموقع الرسمي للنادي (بالكورية)
- ملاعب العالم